# Écrasement du Liberator III à Saint-Donat

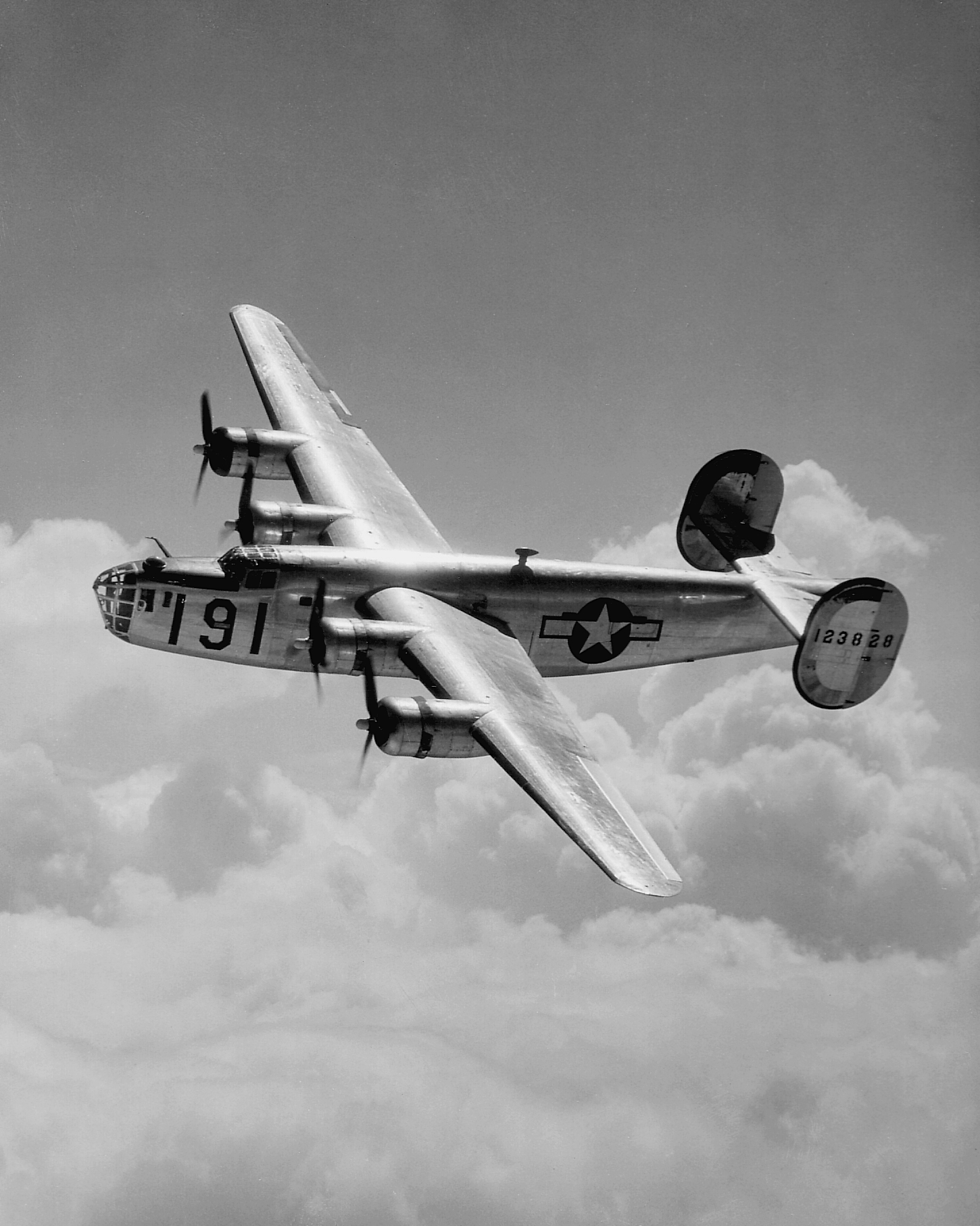
Un USAAF B-24D américain, exactement le même type d’appareil que dans l’incident

L’écrasement du Consolidated Liberator III à Saint-Donat en 1943 est une tragédie aérienne qui a couté la vie à 24 personnes et reste à ce jour le pire accident de l’histoire de l’Aviation royale canadienne.
Au cours d’un vol de routine entre Gander (Terre-Neuve-et-Labrador) et Mont-Joli, Harry, un Consolidated B-24 Liberator, nommé Liberator III dans l'Armée canadienne, est entré en collision avec la Montagne noire à Saint-Donat. Les causes de la tragédie seraient la mauvaise météo et une erreur de cartographie.
Les restes de l’avion n’ont été découverts que deux ans plus tard par hasard. Aujourd’hui une piste de randonnée pédestre mène au site où les débris, un monument et un cimetière visibles. De multiples plaques commémoratives expliquent en détail la tragédie,.

## L’appareil
Le Consolidated B-24 Liberator 41-24236 (nommé Liberator III dans l’Aviation royale canadienne) a été acheté à l’armée de l’air américaine en septembre 1942. La commande comprenait quatre appareils usagés qui devaient être utilisés à des fins de lutte anti-sous-marine. Jugés inaptes à accomplir cette tâche en raison de leur état, ils se sont vus réaffectés à l’entraînement et au transport général. Une fois en service dans l’Aviation royale canadienne, le malheureux Liberator impliqué dans l'écrasement reçut le code 3701H et a été assigné au 10e escadron basé à Terre-Neuve.

## L'accident
Le 19 octobre 1943, la mauvaise météo avait cloué au sol tous les appareils de la base des Forces canadiennes Gander jusqu’à 22 h 16, heure à laquelle le Liberator reçut l’autorisation de décoller. Il devait effectuer un vol de routine à destination de l’aéroport de Mont-Joli avec un équipage de 4 personnes et 20 passagers qui entrait en permission. Après 3 heures de vol, soit à 1 h 45, le pilote a contacté la tour de contrôle de l’aéroport de Mont-Joli pour demander l’autorisation d’atterrir. L'autorisation lui a été refusée et il a été avisé que la piste était fermée en raison de la météo. L’avion fut redirigé vers l’aéroport de Rockcliffe près d'Ottawa en Ontario ou à l’aéroport de Dorval à Montréal. À l’exception d’un appel de détresse reçu par un autre avion volant près de Grand-Mère (Québec), aucun autre contact n’a été établi avec le Liberator,.

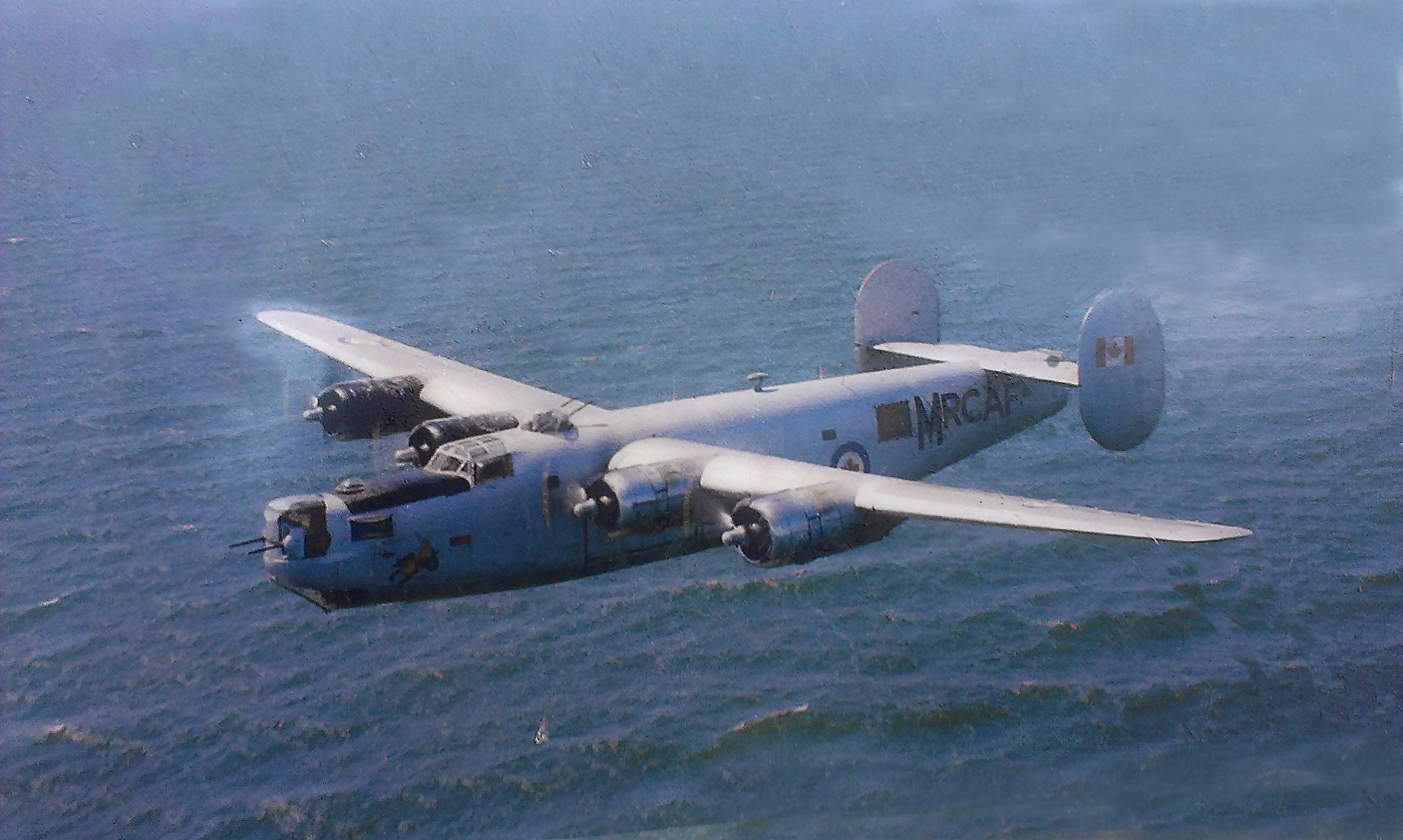
Un ARC Liberator GR.VIII (B-24J) similaire à l’appareil impliqué dans l’écrasement, détail d'une des plaques commémoratives.

La nuit de l’écrasement, les habitants de Saint-Donat se souviennent d’avoir entendu le bruit d’un gros avion volant à basse altitude au-dessus d’eux et un bruit d’écrasement quelques instants plus tard. Jos Gaudet, qui était en poste dans la tour anti-feux numéro 4 du lac Archambault, aurait aperçu la lumière émise par l’avion en flammes, mais il aurait pris cette lueur pour une réflexion de la lumière sur des rochers humides. Au matin, croyant que l’avion était tombé dans le lac, Gaudet et un dénommé Georges Moore ont fait le tour du lac Archambault en bateau en espérant y trouver des traces d’hydrocarbures ou des débris flottants. Plus tard, M. Moore est allé à l’hôtel de ville prévenir les autorités militaires de ses théories sur un écrasement d'avion dans la région, mais ses dires ont été considérés improbables.
Dès que la disparition de l’appareil a été constatée, le commandement aérien de l'Est du Canada a fait effectuer des recherches sur la trajectoire prévue du Liberator. Après 728 sorties  pour un total de 2 438 heures de vol entre le 20 octobre et le 26 novembre, les recherches ont été abandonnées par l'ARC,,. Durant les trois années suivantes, la disparition du Liberator Harry est restée un mystère. La cause la plus probable ayant été retenue est que les restes de l'appareil gisaient quelque part au fond du fleuve Saint-Laurent.

## La découverte des décombres
Le 20 juin 1946, au cours d’un vol de recherche pour retrouver un autre avion qui avait été porté disparu dans la région, l’équipage d’un avion militaire de recherche a remarqué un reflet de lumière sur un débris métallique. Après plusieurs passages au-dessus du site, le Lieutenant. B.D. Inrig et son équipage ont réussi à identifier les dérives jumelles caractéristiques d’un Liberator.
Le même jour, une expédition de recherche commandée par le capitaine Harry Cobb ARC a été envoyée sur les lieux. Sans aucun sentier à leur disposition, les militaires ont dû se frayer un chemin à travers la dizaine de kilomètres de forêt dense qui sépare l’avion du lac Archambault. Ils étaient alors guidés par un avion d’observation présent sur les lieux. Celui-ci indiquait l'objectif à atteindre en piquant du nez vers les décombres. Le chef de l’expédition a alors pu constater le jour même que tous les membres de l’équipage avaient été tués sur le coup. Ce qui a également été confirmé par le coroner J.-A. Melançon. Selon son enquête, l’avion aurait pris feu immédiatement après sa chute ; tuant ainsi l'équipage en entier. Seuls l’empennage, le fuselage arrière ainsi que les moteurs auraient été épargnés par le brasier. De toutes les victimes, seules 3 dépouilles ont pu être identifiées : Les 21 autres cadavres étant trop mutilés et/ou décomposés.

## La cause de l'accident
Avec une altitude de 875 m, la montagne noire est le sommet le plus élevé de la région de St-Donat. Bien que la cause de l’accident reste floue, il a été déterminé que les cartes de navigation du Liberator sous-estimaient l’altitude de la montagne. Compte tenu des mauvaises conditions météo et de la faible visibilité qui en résultait, il est probable que le pilote ait aperçu la montagne trop tard pour pouvoir l’éviter,.

## Passagers et équipage

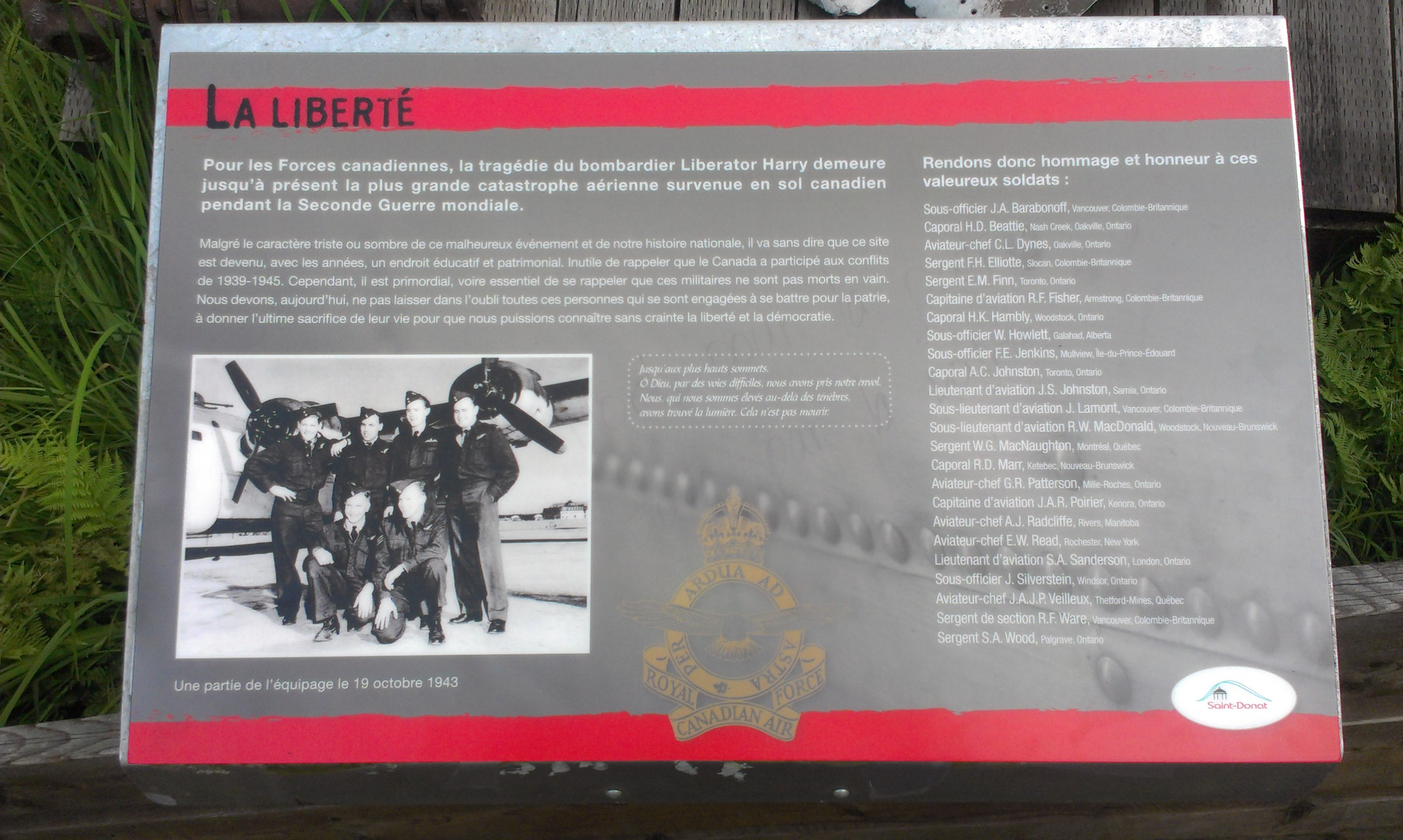
Plaque rendant hommage aux victimes.

- Capitaine d’aviation  J.A.R. Poirier, Kenora, Ontario
- Lieutenant d’aviation, S.A. Sanderson, London, Ontario
- Capitaine d’aviation, R.F. Fisher, Armstrong (Colombie-Britannique)
- Lieutenant d’aviation  J.S. Johnston, Sarnia, Ontario
- Sous-officier  J.A. Barabonoff, Vancouver, Colombie-Britannique
- Sous-officier  F.E. Jenkins, Millview, Prince Edward Island
- Sous-officier  J. Silverstein, Windsor, Ontario
- Sous-officier  W.I. Howlett, Galahad (Alberta)
- Lieutenant d’aviation  J. Lamont, Vancouver, Colombie-Britannique
- Lieutenant d’aviation  R.W. McDonald, Woodstock (Nouveau-Brunswick)
- Sergent E.M. Finn, Toronto, Ontario
- Sergent W.J. Macnaughton, Montréal, Québec
- Sergent de section  R.F. Ware, Vancouver, Colombie-Britannique
- Sergent F.H. Elliot, Slocan (Colombie-Britannique)
- Caporal  H.D. Beattie, Nash Creek, Oakville (Ontario)
- Aviateur chef  C.L. Dynes, Oakville (Ontario)
- Caporal A.C. Johnston, Toronto, Ontario
- Sergent S.A. Wood, Palgrave (Ontario)
- Aviateur chef J.A.J.P. Veilleux, Thetford Mines, Québec
- Aviateur chef G.R. Patterson, Mille Roches (Ontario)
- Caporal H.K. Hambley, Woodstock (Ontario)
- Caporal R.D. Marr, Ketepec Saint-Jean (Nouveau-Brunswick)
- Aviateur chef E.W. Head, Rochester, New York, États-Unis
- Aviateur chef A.J. Radcliffe, Rivers (Manitoba)

,,,,

## Les commémorations

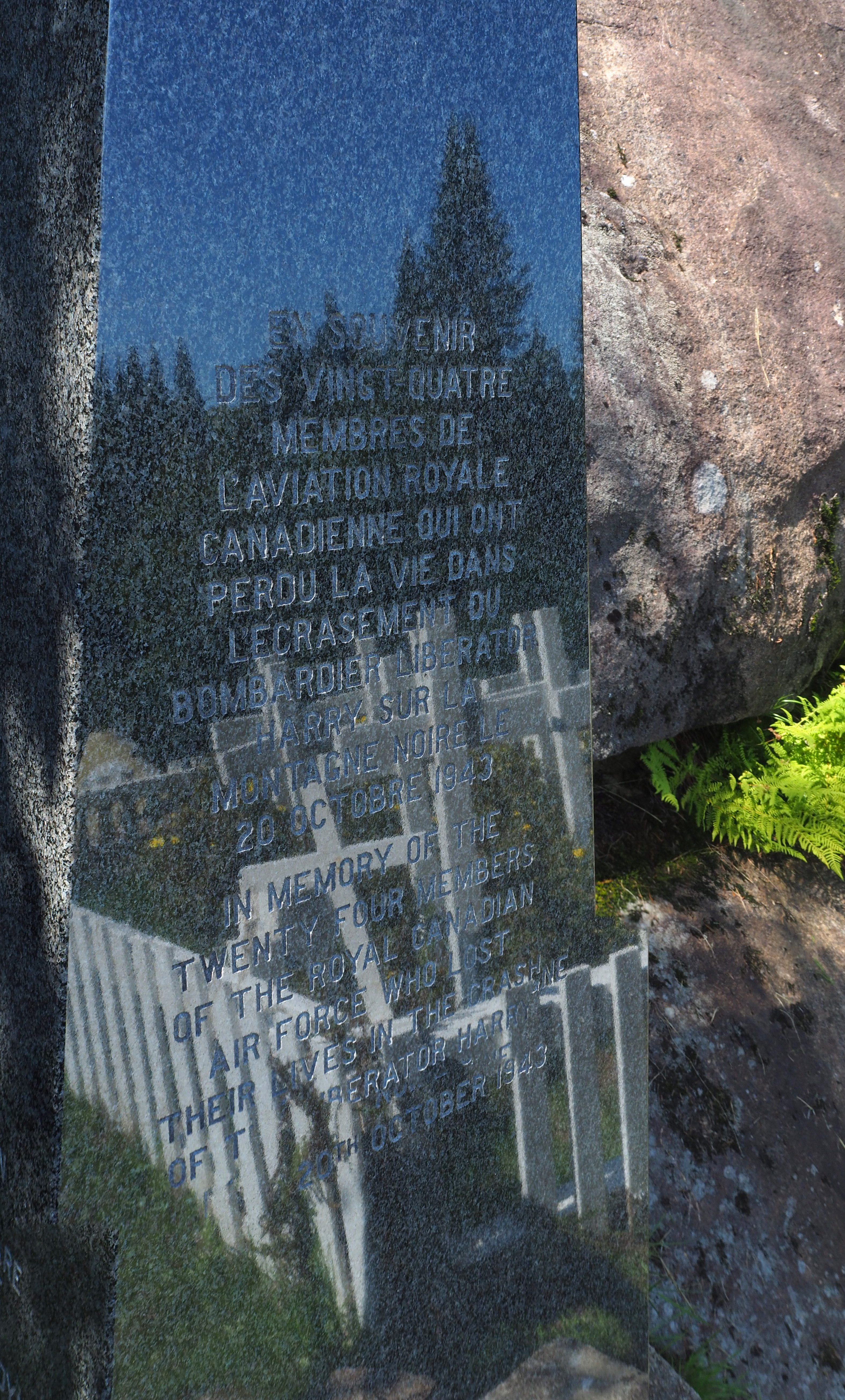
En souvenir des vingt-quatre membres de l'Aviation Royale Canadienne qui ont perdu la vie dans l'écrasement du bombardier Liberator Harry sur la Montagne Noire le 20 octobre 1943 – In memory of the twenty four members of the Royal Canadian Air Force who lost their lives in the crash of the Liberator Harry bomber on Montagne Noire on 20th October 1943

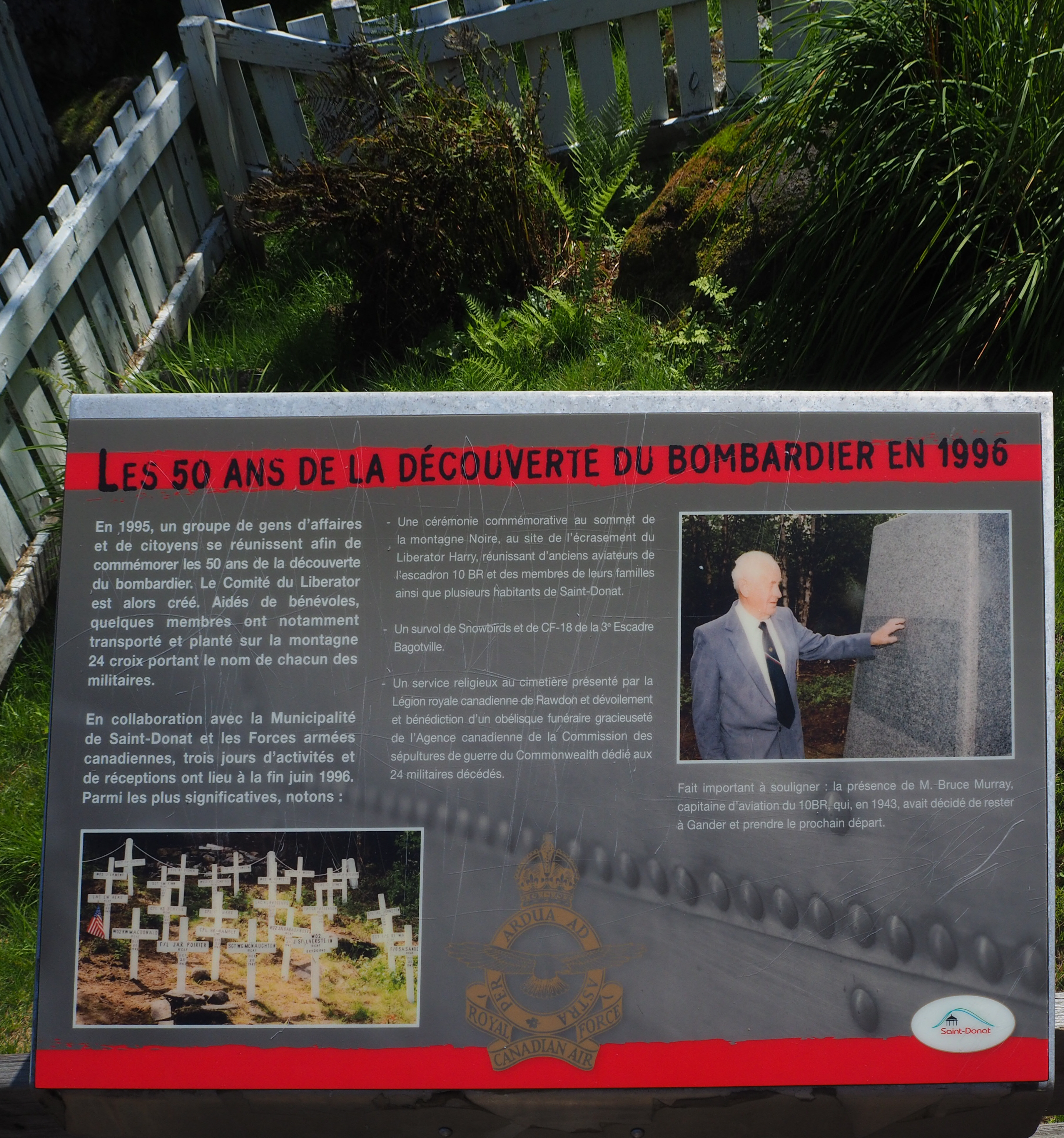
Panneau commémoratif des 50 ans de la découverte du Liberator en 1995.

Peu après la découverte de l'épave, les débris ont été rassemblés en un gros tas. Il a été question de rapatrier les corps des militaires vers Ottawa pour leur faire un service funéraire plus formel, mais cette idée fut abandonnée en raison de la difficulté à identifier les corps. Le 3 juillet 1946, les familles et les amis des défunts, accompagnés de membres de l’ARC ont escaladé la montagne Noire pour témoigner leur respect et assister à 3 services religieux ; un juif, un catholique et un protestant. Une plaque affichant le nom des victimes a été installée là où leurs dépouilles ont été enterrées. Pour plusieurs années, le site fut entretenu au minimum par des habitants de la région avec des fonds provenant d'un petit budget de l'Armée canadienne,,.
Durant l'été 1985, à la suite de vandalisme sur le lieu de sépulture, les restes des militaires ont été déplacés au cimetière de Saint-Donat,. Un monument avec le nom des défunts a été érigé à cet endroit.
Le 30 juin 1996, 50 ans après la tragédie, un service funéraire a été effectué par des vétérans de l’armée canadienne. Un obélisque funéraire dédié aux 24 victimes fut ajouté au site par le Commonwealth War Graves Commission,.
En raison du nombre de visiteurs grandissant, accroissement probablement dû à son intégration dans le réseau de sentiers de randonnée locale, il a été décidé de réaménager le site en 2000. De nombreuses plaques commémoratives, un mat à drapeau, et des escaliers ont été installés. De plus, 24 croix indiquant le nom des victimes ont été installées et un cénotaphe a été érigé. En plus du nom des victimes, le cénotaphe présente un texte commémoratif (voir photo).
Le 15 juin 2013, pour célébrer le 70e anniversaire de l’accident, une cérémonie avec musique militaire a eu lieu. Un CF-18 Hornet de l’ARC a fait un passage au-dessus du site. Pour cette occasion et pour rendre le site plus accessible aux randonneurs, le sentier qui mène au monument a été amélioré. Depuis, il est maintenant possible de rejoindre le site de l’écrasement en moins de 3 heures depuis le stationnement créé pour cet effet. Le sentier fait désormais partie du vaste réseau de sentiers de randonnée pédestre de la région de Saint-Donat,,.
Les 29-30 septembre 2018, pour célébrer le 75e anniversaire de la tragédie, une cérémonie a eu lieu sur le site de l'écrasement même le premier jour et une autre au cimetière de Saint-Donat le lendemain.

## Les gardiens
Les gardiens du Liberator Harry sont un petit groupe de bénévoles dévoués qui ont comme mission de préserver la mémoire des 24 victimes de l'accident.
Pour accomplir cette mission, ils posent diverses actions concrètes. Ils entretiennent le site de l'écrasement, où se trouvent encore des débris et un lieu commémoratif. Ils recueillent également des objets autrefois pillés sur le site. Leur objectif ultime est de créer un centre d'interprétation dédié à cet événement historique.

## Galerie de photos

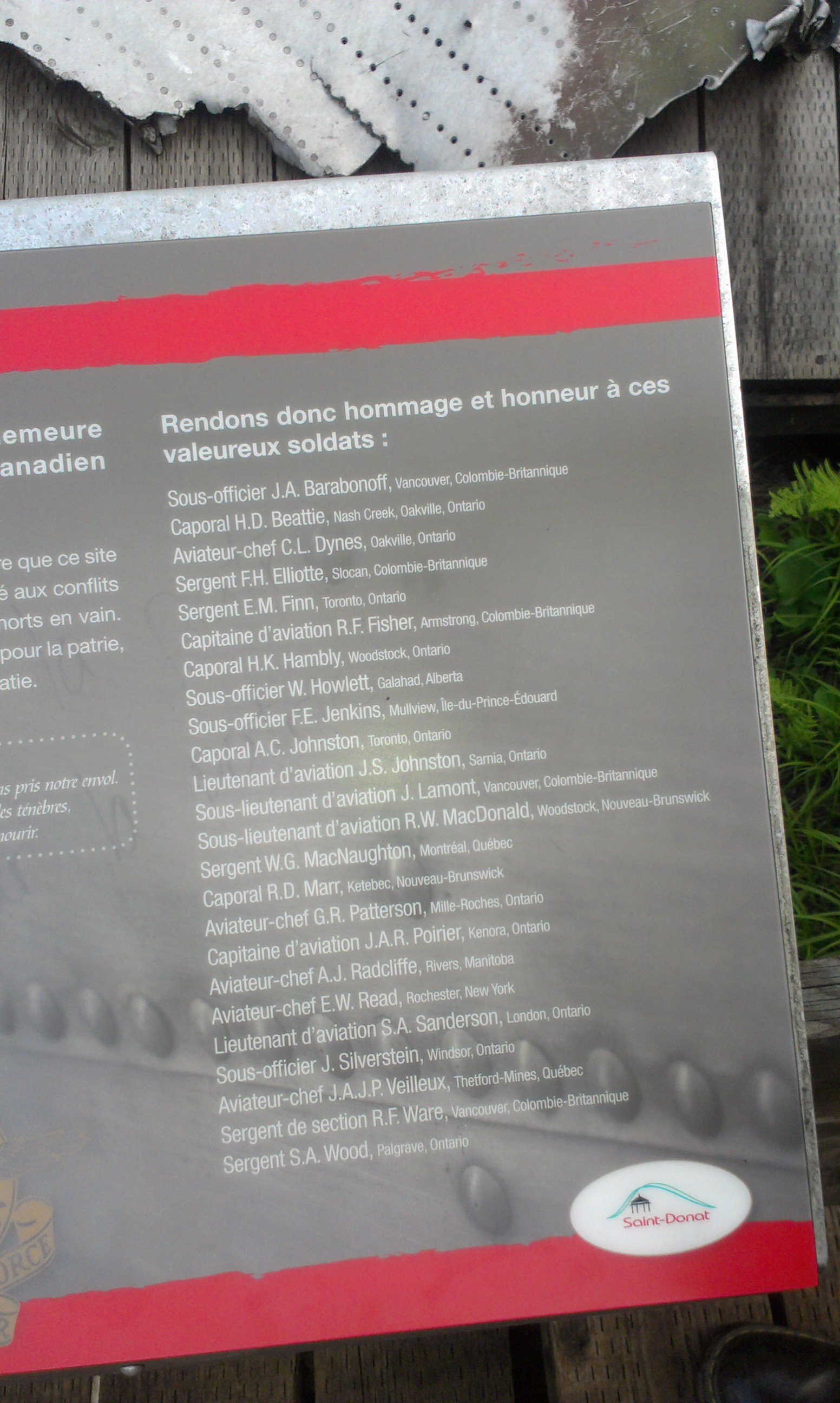
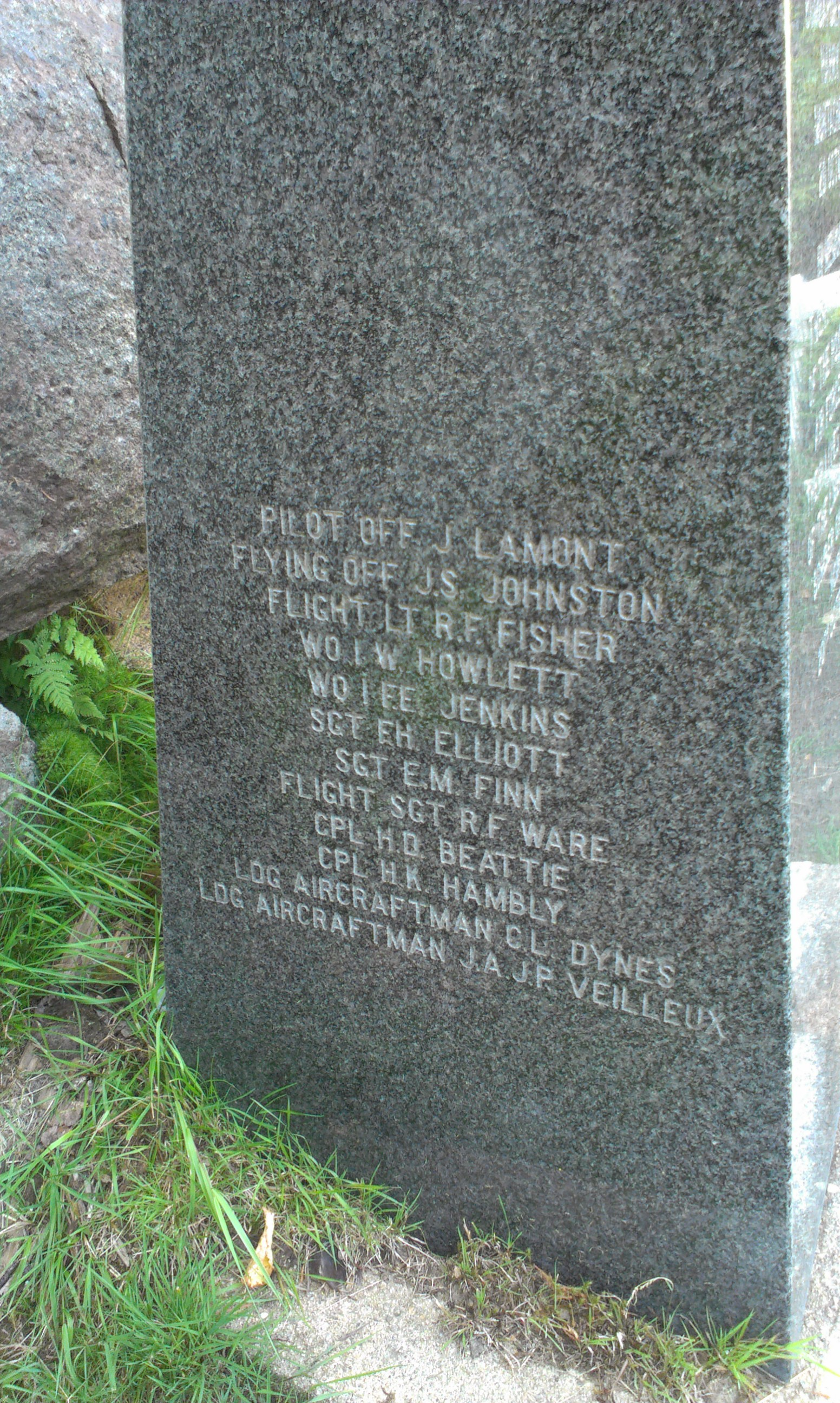
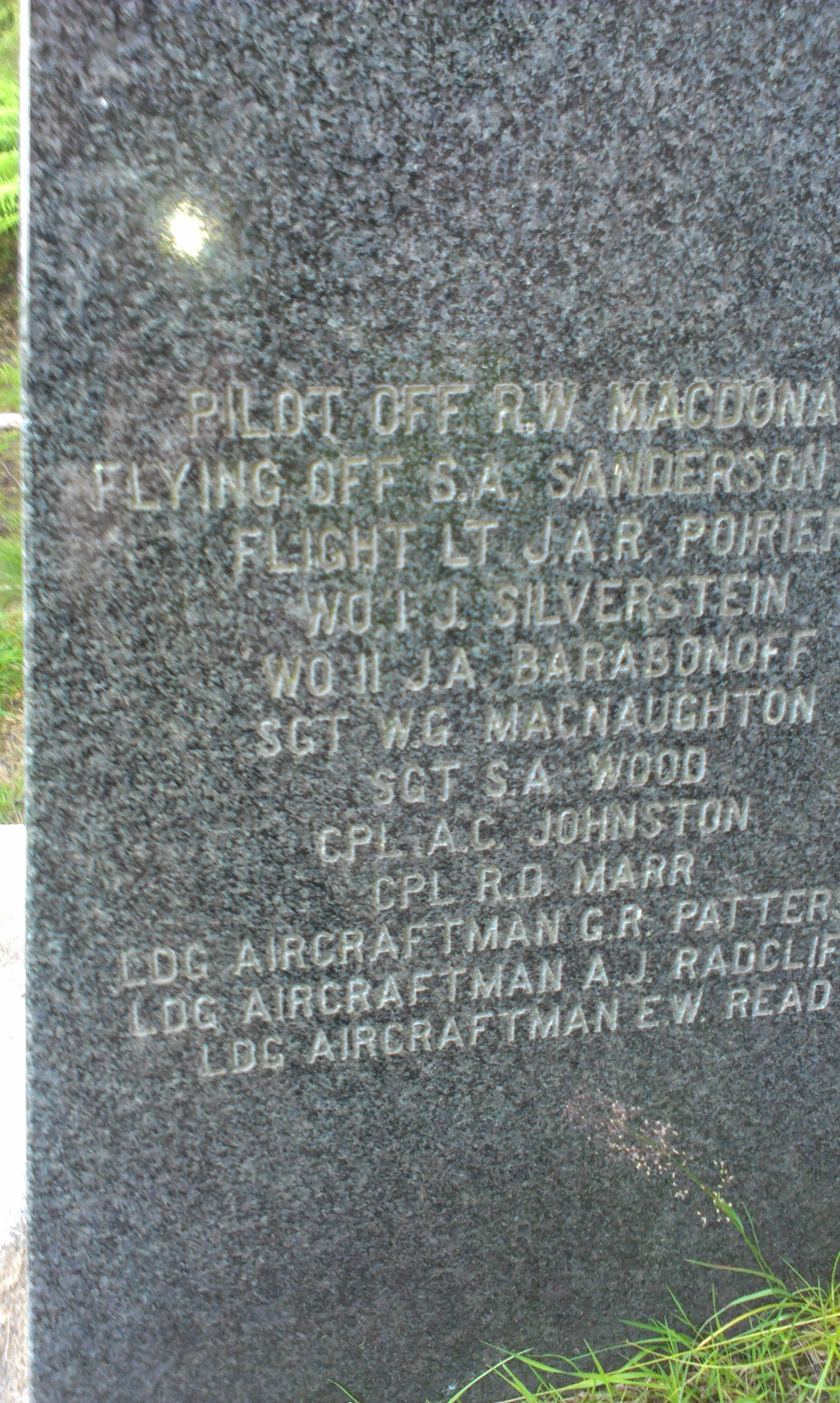
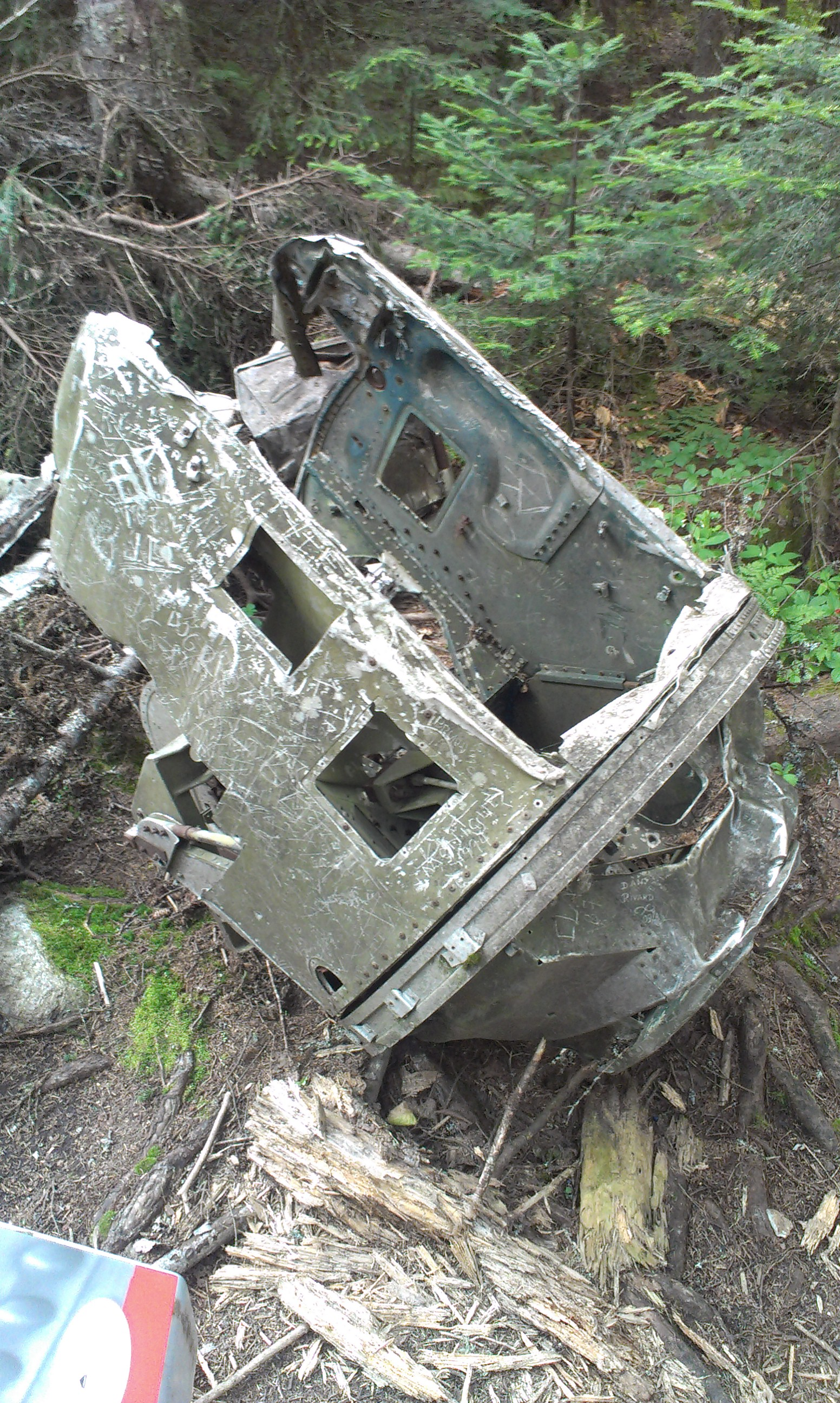
La tourelle arrière
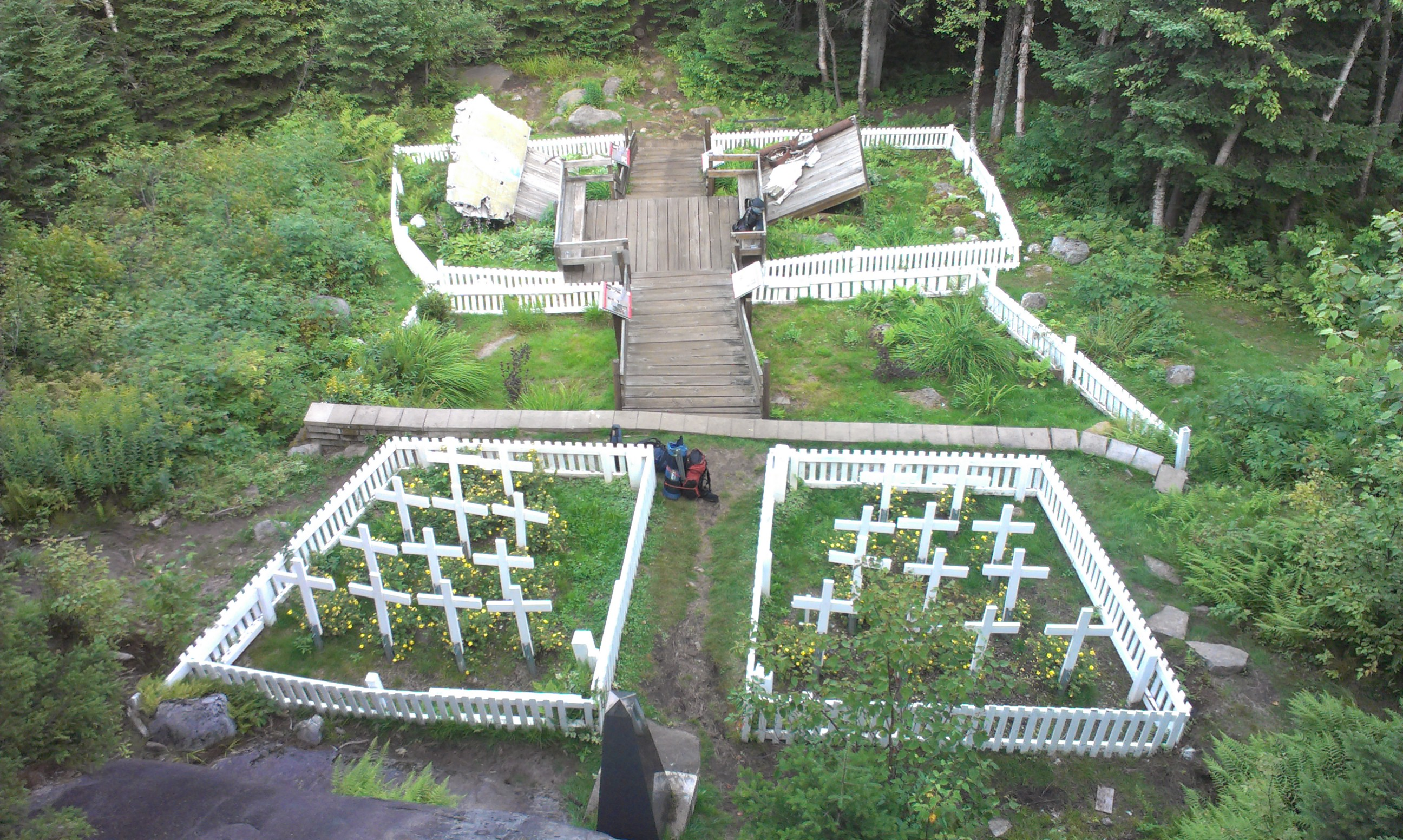
Le monument vu de la tour d'observation
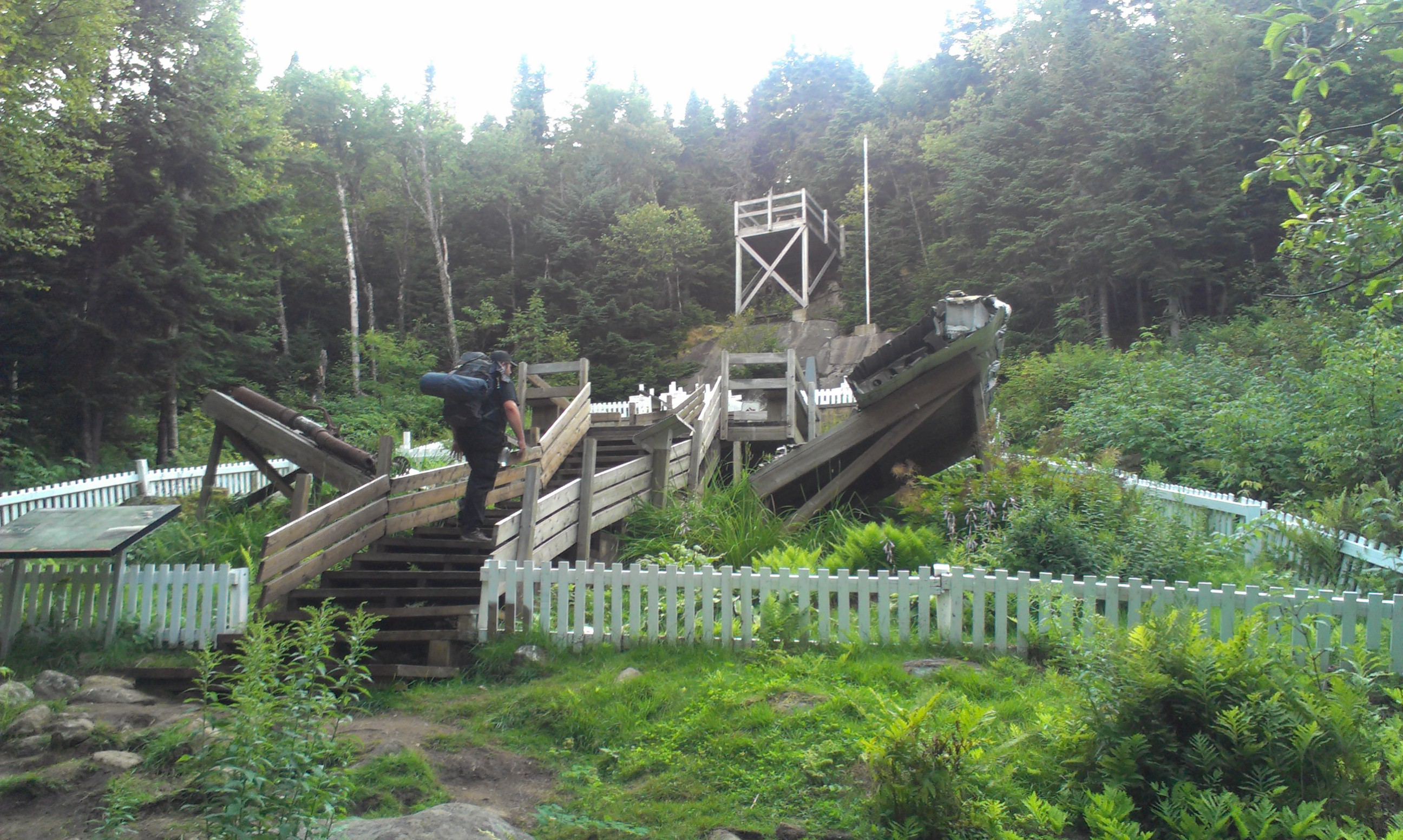
Une autre vue du site
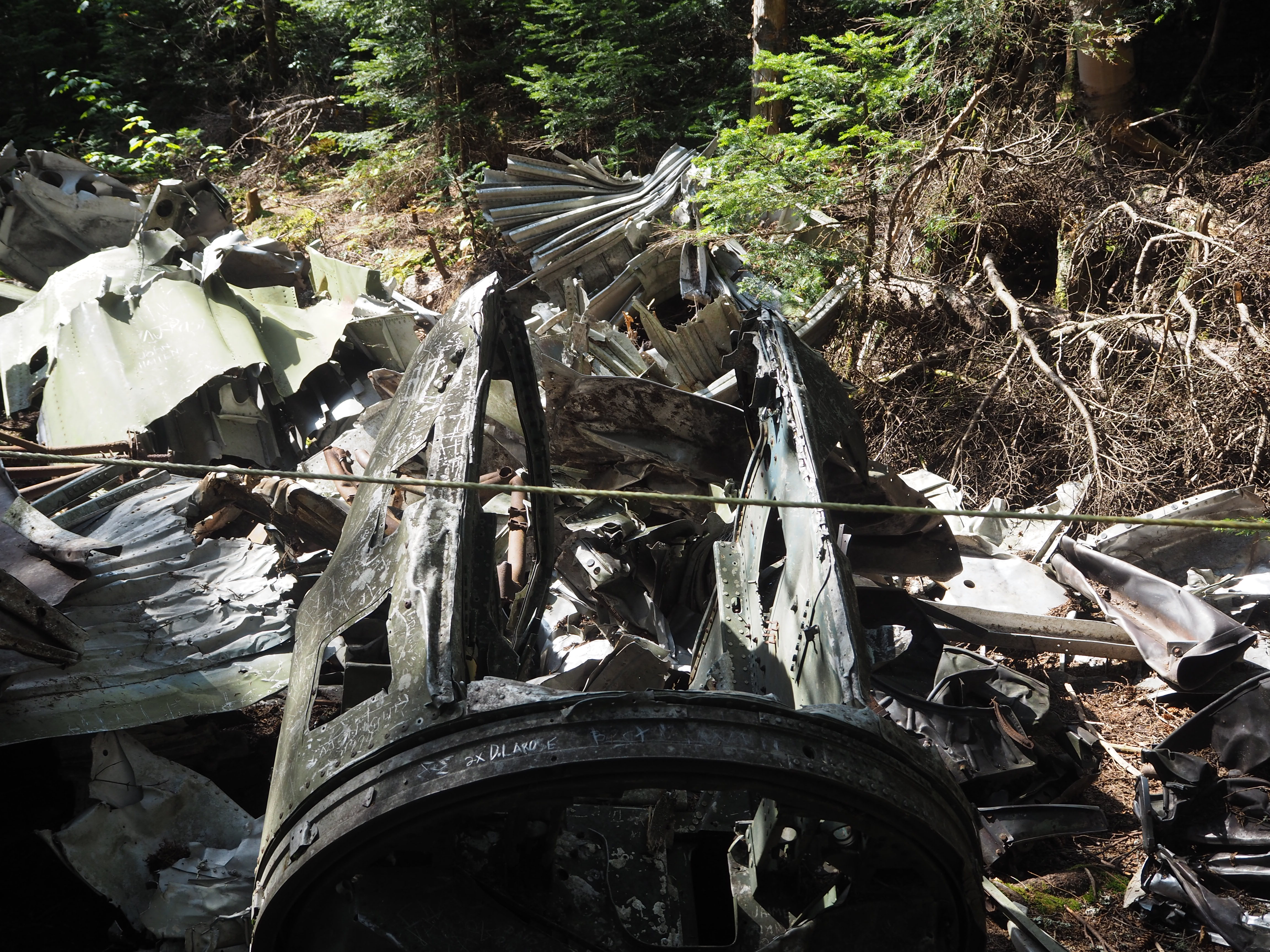
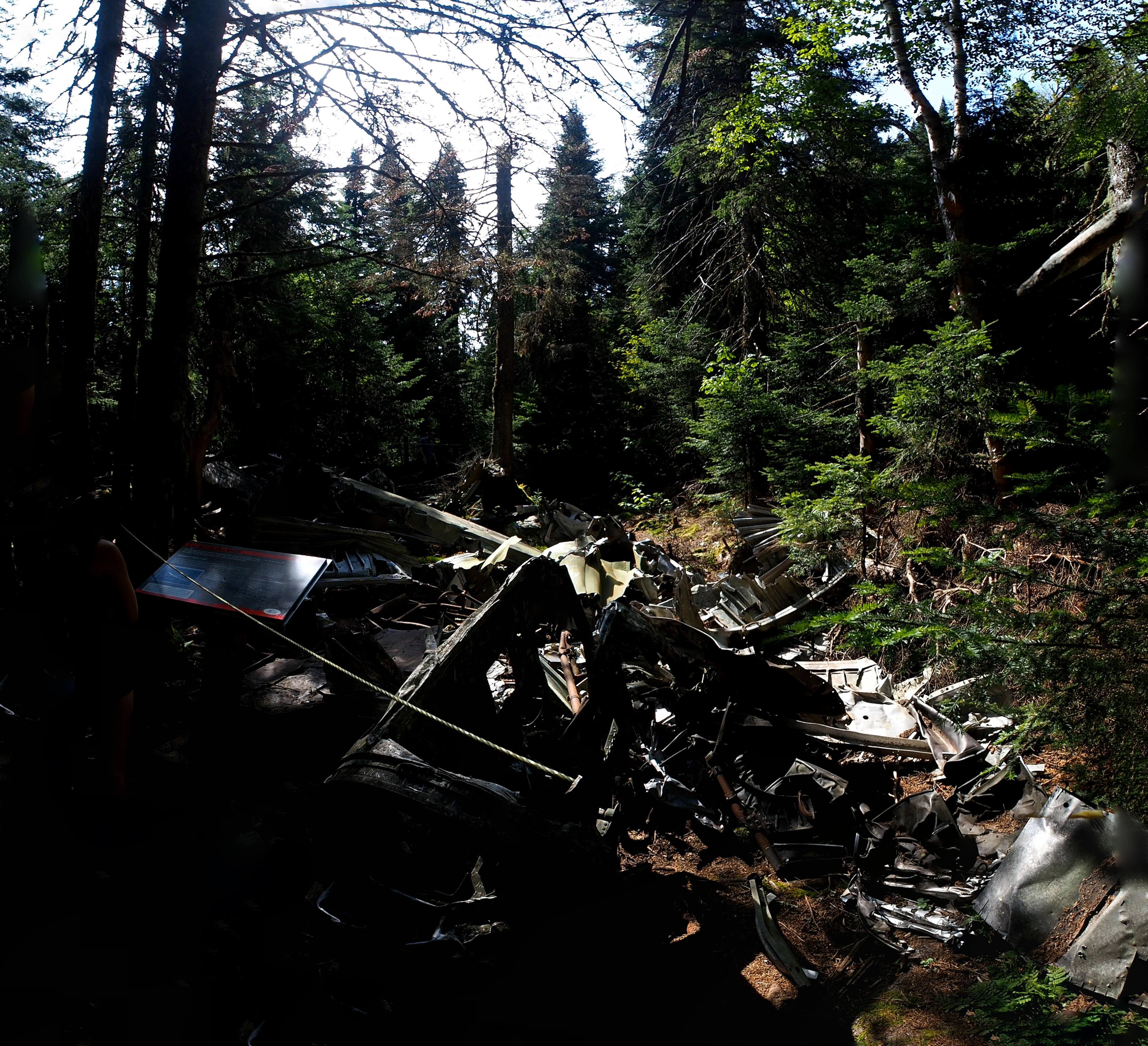
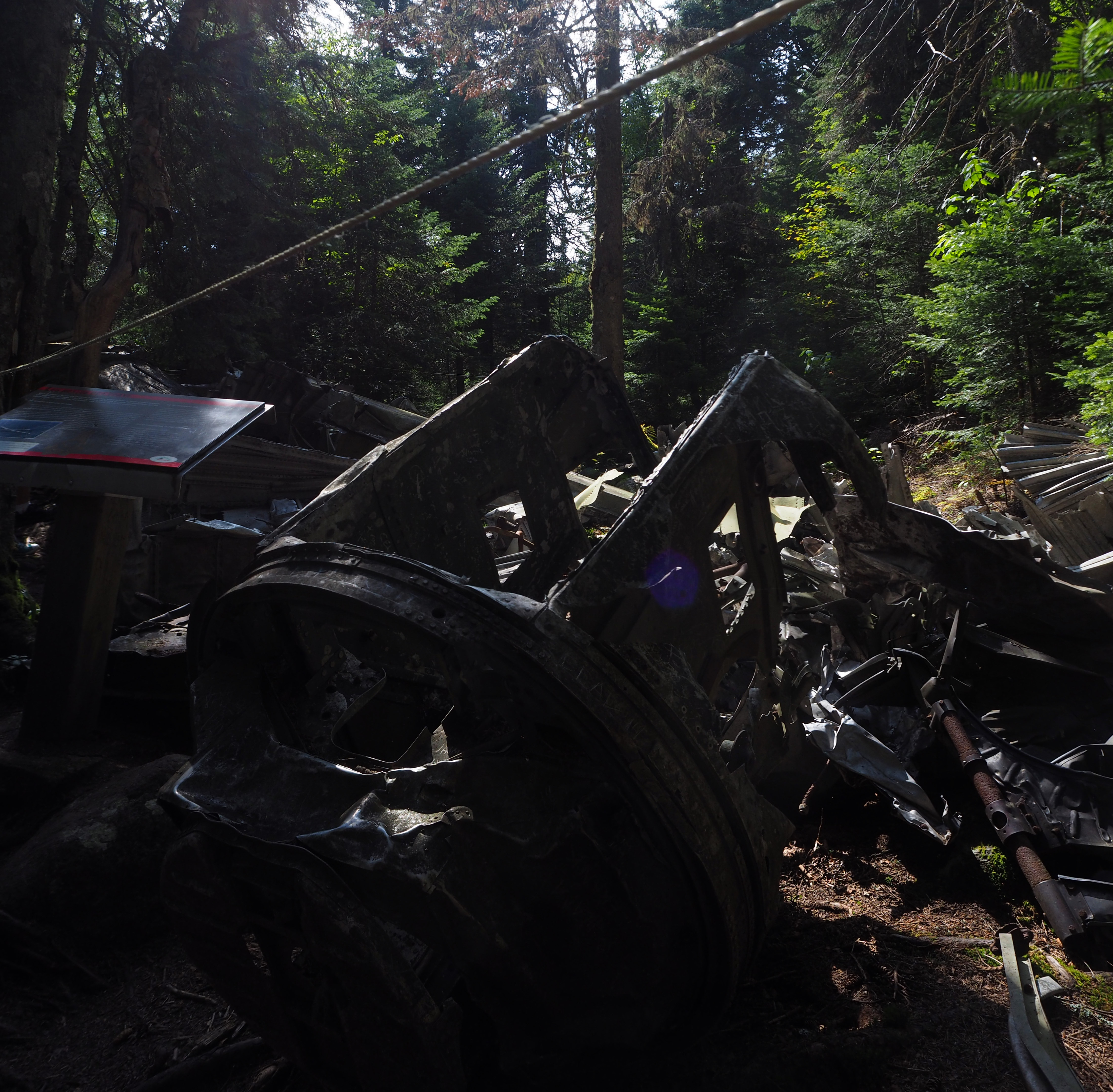
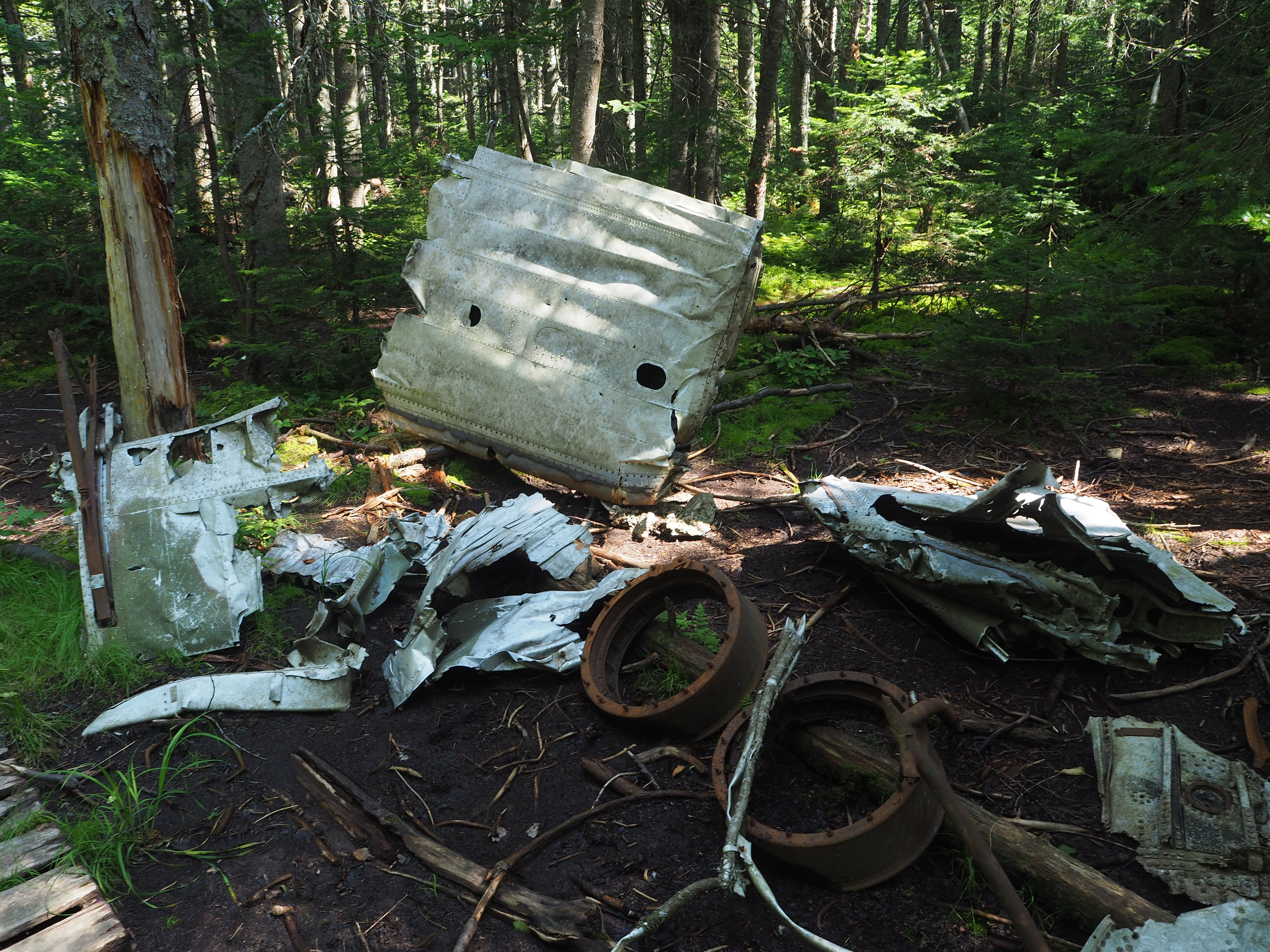
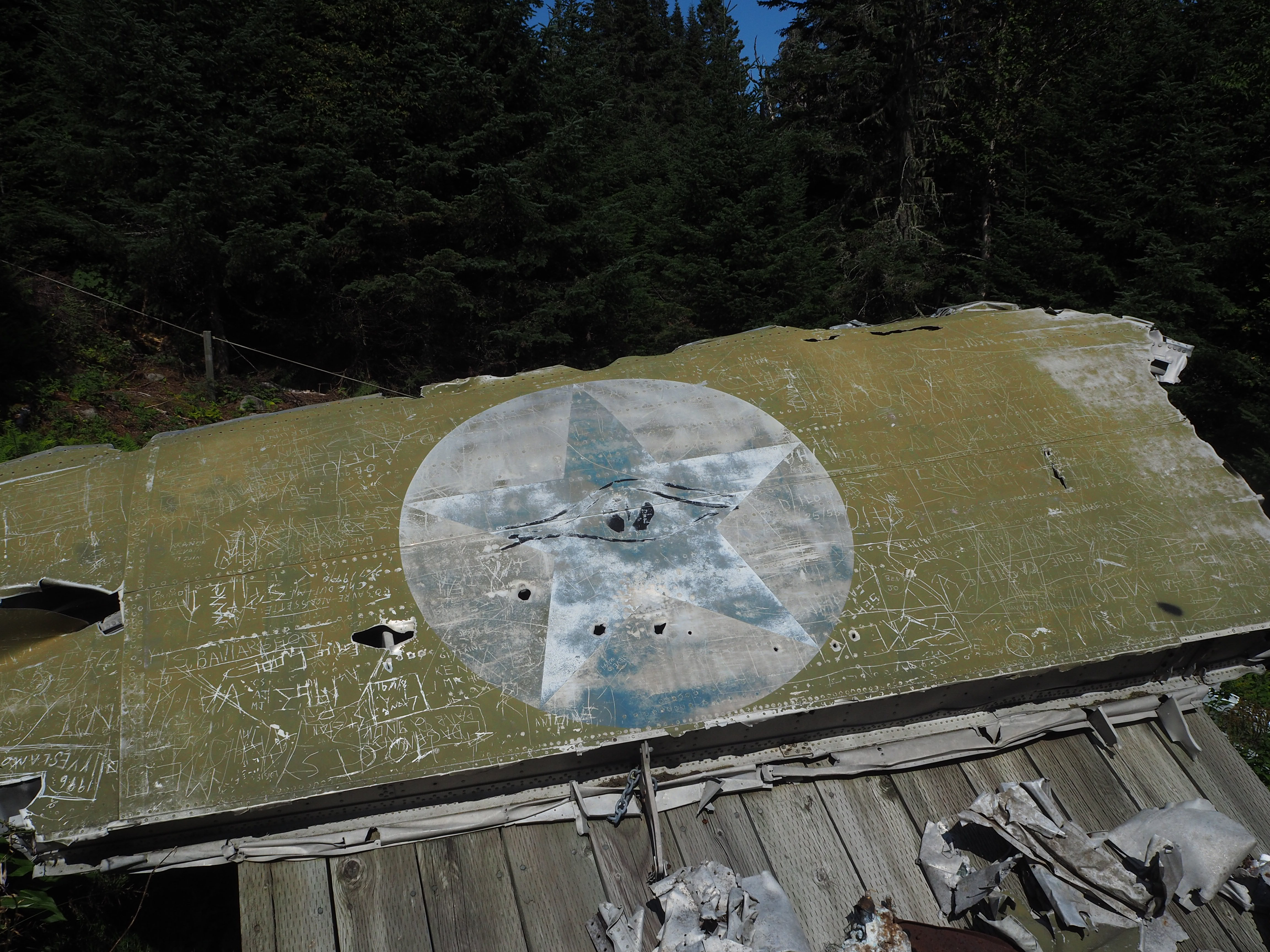
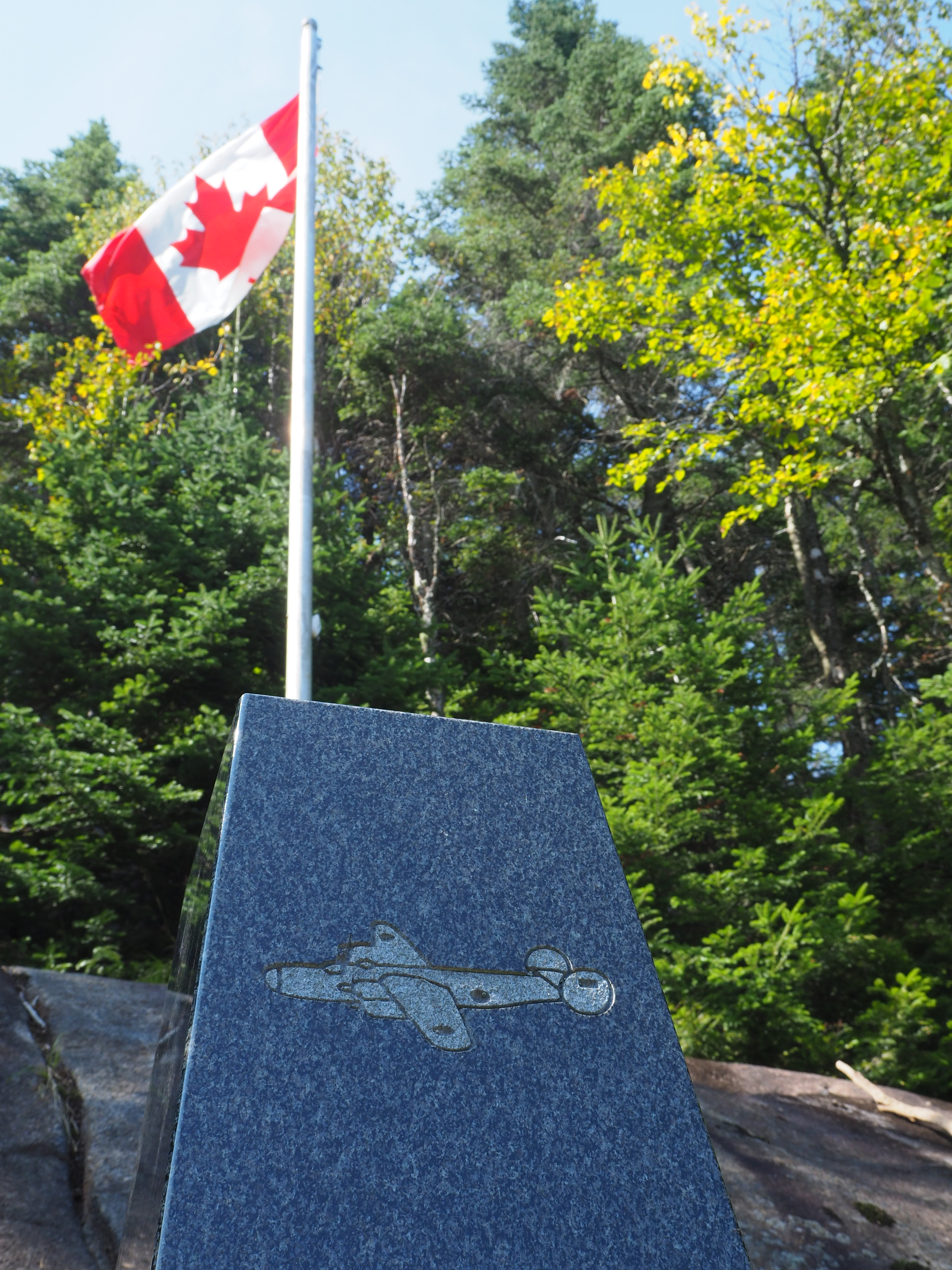
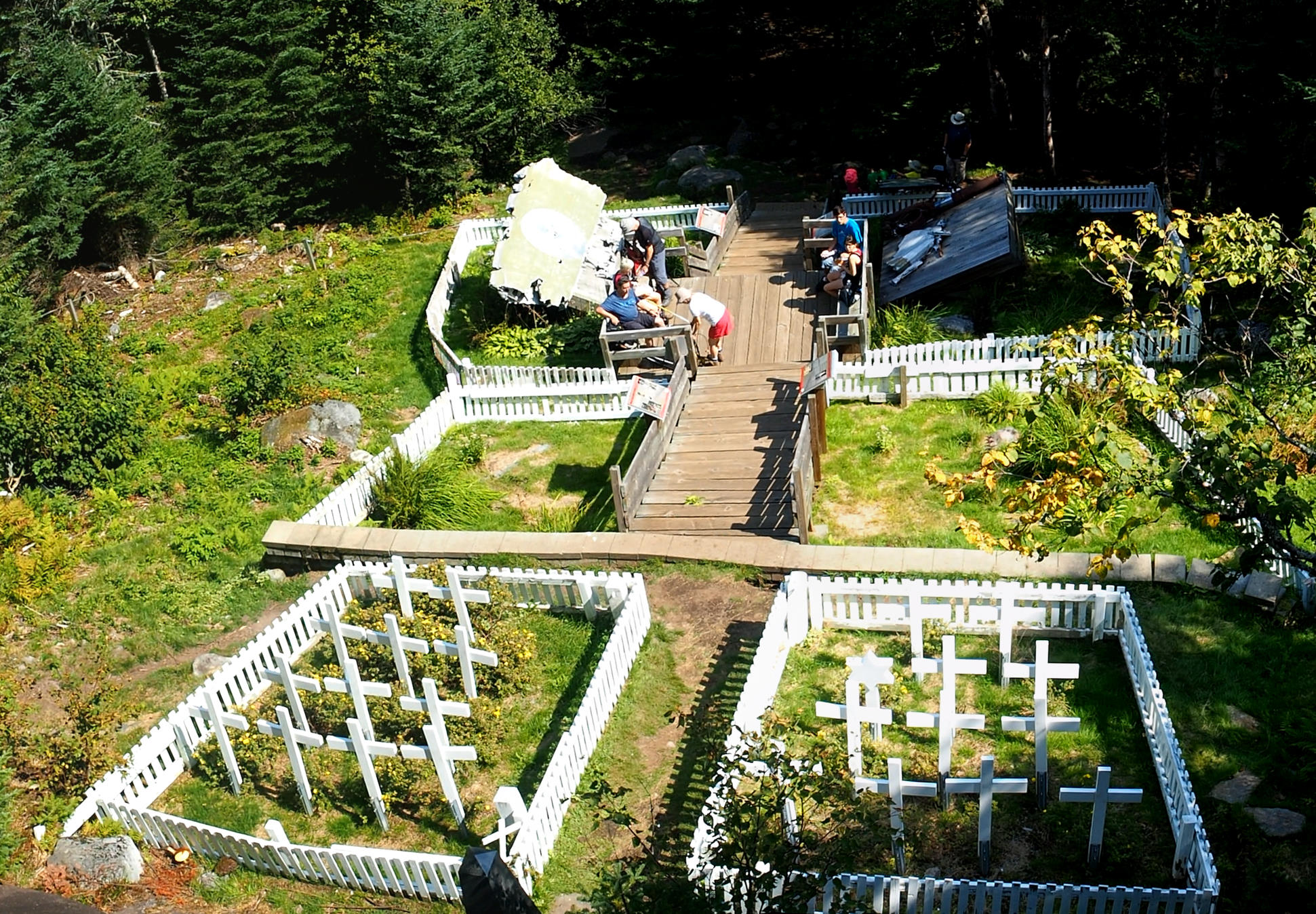